# Bruno Guimarães
Bruno Guimarães Rodriguez Moura (* 16. November 1997 in Rio de Janeiro) ist ein brasilianischer Fußballspieler, der seit Januar 2022 beim englischen Erstligisten Newcastle United unter Vertrag steht. Der Mittelfeldspieler ist seit November 2020 brasilianischer Nationalspieler.

## Vereinskarriere

### Anfänge
Guimarães wechselte im Jahr 2015 in die Jugend von Grêmio Osasco Audax in Osasco, nachdem er zuvor in der Jugend diverser Mannschaften in seiner Heimatstadt Rio de Janeiro gespielt hatte. Am 9. April 2015 gab er mit 17 Jahren sein Debüt für Audax, als er beim 2:1-Auswärtssieg in der Campeonato Paulista gegen den CA Bragantino in der Schlussphase eingewechselt wurde. Dieser Einsatz blieb für fast zwei Jahre sein Einziger. Er verblieb die folgende Zeit in der Juniorenmannschaft und wurde erst zur Saison 2017 endgültig in die erste Mannschaft befördert. In der Paulista 2017 kam er in sieben Spielen zum Einsatz.

### Athletico Paranaense
Am 11. Mai 2017 wechselte Guimarães in einem einjährigen Leihgeschäft zum Erstligisten Atlético Paranaense. Dort war er vorerst in der U23 eingeplant, sein Série-A-Debüt gab er daher erst am 17. Juni 2017 (8. Spieltag), als er beim 1:0-Auswärtssieg gegen Atlético Goianiense in der 74. Spielminute als Einwechselspieler für Deivid das Spielfeld betrat. Bis Saisonende 2017 kam er in fünf Ligaspielen zum Einsatz.
In der folgenden Campeonato Paranaense gelang ihm der Durchbruch in die Startformation Atléticos. Der erste Pflichtspieltreffer seiner Karriere gelang Guimarães am 10. März 2018 beim 7:1-Heimsieg gegen den Rio Branco SC in eben diesem Wettbewerb. Im Rückspiel des Finales der Campeonato Paranaense traf Bruno beim 2:0-Heimsieg gegen den Coritiba FC, womit die Staatsmeisterschaft gewonnen werden konnte. Auch in der Ligasaison 2018 gehörte er zum Stammpersonal vom neuen Trainer Tiago Nunes. Beim 2:1-Auswärtssieg gegen den EC Vitória am 17. November (35. Spieltag) belohnte er seine starken Leistungen in dieser Saison mit seinem ersten Tor in der höchsten brasilianischen Spielklasse. Auch in der Copa Sudamericana 2018, dem Pendant zur europäischen UEFA Europa League, gelang Bruno Guimarães mit Atlético Paranaense ein hervorragendes Turnier, welches man letztlich in zwei Finalspielen gegen den kolumbianischen Verein Atlético Junior gewinnen konnte. In dieser Spielzeit kam er in 51 Pflichtspielen zum Einsatz und erzielte in diesen fünf Tore.
Am 5. Februar 2019 verlängerte er seinen Vertrag bei Athletico Paranaense – der Name des Vereins wurde im Dezember von Atlético zu Athletico Paranaense geändert – bis zum Jahresende 2023. Im Frühjahr konnte man die Campeonato Paranaense mit einem Sieg im Elfmeterschießen nach zwei Finalspielen gegen den Toledo EC verteidigen. Am 7. August schlug man im J. League Cup/Copa Sudamericana Supercup den japanischen Pokalsieger Shonan Bellmare mit 4:0 und errang somit den zweiten Pokal in dieser Saison. Am 11. September 2019 besiegte man im Endspiel um die Copa do Brasil 2019 Internacional Porto Alegre mit 1:0. Das entscheidende Tor erzielte Bruno Guimarães in der 57. Spielminute. Die Saison 2019 beendete er mit 25 Einsätzen in der Série A, in denen er zwei Mal treffen konnte.

### Olympique Lyon
Am 30. Januar 2020 wechselte Bruno Guimarães für eine Ablösesumme in Höhe von 20 Millionen Euro zum französischen Erstligisten Olympique Lyon, wo er einen 4-1/2-Jahres-Vertrag unterzeichnete. Am 21. Februar 2020 (26. Spieltag) bestritt er beim 2:0-Auswärtssieg gegen den FC Metz sein Debüt in der höchsten französischen Spielklasse. Aufgrund der verkürzten Ligameisterschaft kam er in dieser Saison 2019/20 nur in zwei weiteren Ligaspielen zum Einsatz.

### Newcastle United
Ende Januar wechselte Guimarães zu Newcastle United. Er erhielt die Rückennummer „39“ und unterschrieb einen Vertrag über viereinhalb Jahre. Olympique Lyon vermeldete, dass Newcastle 50 Millionen Euro für Guimaraes erhielt, weitere acht Millionen Euro durch Boni dazukommen könnten. Guimaraes soll bei Newcastle ca. 880.000 Euro im Monat verdienen.

## Nationalmannschaft
Im September 2020 wurde Guimarães erstmals in den Kader der A-Nationalmannschaft berufen. In den Spielen für die WM-Qualifikation 2022 im Oktober 2020 gegen die Nationalmannschaften von Bolivien und Peru kam er aber zu keinen Einsätzen.
Ende November 2020 wurde Guimarães für die Freundschaftsspiele Mitte November gegen Venezuela und Uruguay berufen. In dem Spiel gegen Uruguay am 17. November wurde er in der 90. Minute eingewechselt.
Im Juni 2021 wurde Guimarães in den Kader der Olympiaauswahl für das Fußballturnier der Olympischen Sommerspiele 2020 berufen. Am Ende des Turniers konnte die Auswahl die Mannschaft Spaniens im Finale mit 2:1 besiegen und Claudinho die Goldmedaille feiern.
Im Zuge der Qualifikationsspiele zur Fußballweltmeisterschaft 2022 erzielte Guimarães am 29. März 2022 im Auswärtsspiel gegen Bolivien bei seinem sechsten Einsatz sein erstes Länderspieltor.

## Erfolge
Athletico Paranaense
- Campeonato Paranaense: 2018, 2019
- Copa Sudamericana: 2018
- J. League Cup/Copa Sudamericana Supercup: 2019
- Copa do Brasil: 2019

Nationalmannschaft
- Olympiasieger: 2021

## Auszeichnungen
- Prêmio Craque do Brasileirão Auswahlmannschaft: 2019[24]